# Bernard Barny de Romanet
Pour les articles homonymes, voir Barny et Romanet.
Bernard Henri Marie Léonard Barny de Romanet, né le 28 janvier 1894 à Saint-Maurice-de-Satonnay, Saône-et-Loire, et mort le 23 septembre 1921 à Étampes, Essonne, est un pilote qui figure parmi les plus glorieux as français de la Première Guerre mondiale.

## Biographie

### Enfance et éducation
Élève doué et très studieux, il fit ses études à Chalon-sur-Saône, au collège des Minimes, puis chez les Jésuites à Villefranche-sur-Saône (au collège de Mongré que fréquentèrent notamment Pierre Teilhard de Chardin et Antoine de Saint-Exupéry) avant de venir passer, son baccalauréat de philosophie en poche, celui de mathématiques élémentaires au lycée Lamartine de Mâcon.
La famille Barny de Romanet résidait l’hiver au premier étage de l’Hôtel Senecé, actuel siège de l’Académie de Mâcon.

### Première Guerre mondiale
Entré dans l’armée en octobre 1913, il est cavalier au 16e régiment de chasseurs à cheval en 1914 lorsque la guerre éclate ; avec le grade de maréchal des logis, il s’y distingue par sa bravoure. Il est cité à la suite d'un combat au cours duquel, mettant pied à terre, il relève l'un de ses cavaliers blessés. On le voit aussi, se retournant sur sa selle, tuer net un uhlan qui le poursuivait.

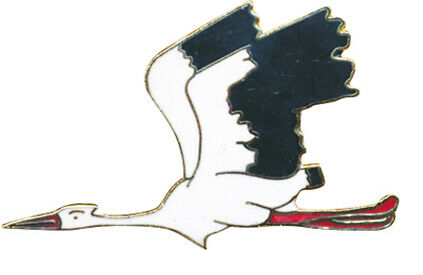
La « cigogne de Romanet », insigne de l'escadrille Spa 167 créée par l’as, dont la définition héraldique est : « Cigogne passant au naturel, le vol haut, becquée et membrée de gueule ».

Il entre dans l’aviation en juillet 1915. L'aéronautique le passionnait depuis qu'il avait pu assister en 1912 à une exhibition du pilote Marius Lacrouze sur avion Déperdussin. Il effectua un premier vol d’entraînement le 14 décembre 1915 et fut breveté pilote le mois suivant. En juillet 1916, en tant que sous-officier observateur, il fut engagé dans l’aviation d’observation sur le front de la Somme ; au sein de l'escadrille C 51, il y effectua des vols de reconnaissance et de réglage d'artillerie. Mais il voulut s’adonner à la chasse et, devenu officier pilote, il obtint en avril 1917 d’être affecté dans une autre escadrille : l’Escadrille Spa37 (en), formation au sein de laquelle, le 3 mai 1917, au-dessus de Craonne, il remporta sa première victoire aérienne, ce qui lui valut la médaille militaire. Entre mars et octobre 1918, il descendit seize autres appareils ainsi qu’un drachen. Totalisant dix-huit victoires officielles, Bernard Barny de Romanet termina la guerre à la dix-septième place au classement des meilleurs as français de la Grande Guerre. En octobre 1918, il est promu au grade de lieutenant et le commandement de l’escadrille Spa 167 lui est confié, escadrille créée à cette date pour devenir la cinquième escadrille du groupe de chasse 12 ; entre le 4 et le 29 octobre, il y remporta ses huit dernières victoires.
Voici le détail de ses dix-huit victoires homologuées :
1. 3 mai 1917 contre un EA (Craonne) ;
2. 31 mai 1918 contre un Albatros (Rollot) ;
3. 30 mai 1918 contre un ballon (Fère-en-Tardenois) ;
4. 1er juin 1918 contre un Fokker (Villers-Cotterêts) ;
5. 30 juin 1918 contre un Fokker D.VII (Chouy) ;
6. 15 juillet 1918 contre un DFW C (Laval) ;
7. 16 juillet 1918 contre un EA ;
8. 9 août 1918 contre un EA (Mortmed) ;
9. 15 août 1918 contre un Fokker ;
10. 22 août 1918 contre un biplace (Soissons) ;
11. 3 octobre 1918 contre un Fokker (Saint-Étienne-à-Arnes) ;
12. 10 octobre 1918 contre un biplace (Bignicourt-Laneuville) ;
13. 14 octobre 1918 contre un Fokker (Les Allez-Bois de Voncq) ;
14. 18 octobre 1918 contre un Fokker D.VII (Civry-sur-Aisne) ;
15. 23 octobre 1918 contre un biplace (au sud de Le Chesne) ;
16. 23 octobre 1918 contre un Fokker D.VII (Attigny) ;
17. 24 octobre 1918 contre un biplace (au nord d’Attigny) ;
18. 29 octobre 1918 contre un biplace (au sud du Bois de Loges).

### Après-guerre
Après la guerre, Bernard de Romanet devint pilote d’essai et s’attaqua à plusieurs records. Il entra en juin 1919 chez Breguet comme conseiller commercial puis chez Nieuport comme pilote de compétition. Participant à de nombreuses épreuves, il fut trois fois recordman du monde de vitesse sur avion en 1919 et 1920 (vitesses atteintes : de 268 à 309 kilomètres à l’heure) puis sur hydravion (211 kilomètres à l’heure en avril 1920). Le 9 octobre 1920 notamment, il battit le record de vitesse pure, atteignant la vitesse de 292,62 kilomètres à l’heure à bord d’un SPAD-Herbemont doté d'un moteur Hispano-Suiza de 300 CV de puissance, record de nouveau battu le lendemain par l'aviateur Sadi-Lecointe (296,69 kilomètres à l'heure). Un peu plus tard, le 28 septembre 1920, il se classa deuxième au classement de la Coupe aéronautique Gordon Bennett organisée à Étampes, sur avion Spad S.XX bis-5, juste derrière Joseph Sadi-Lecointe.

### Décès

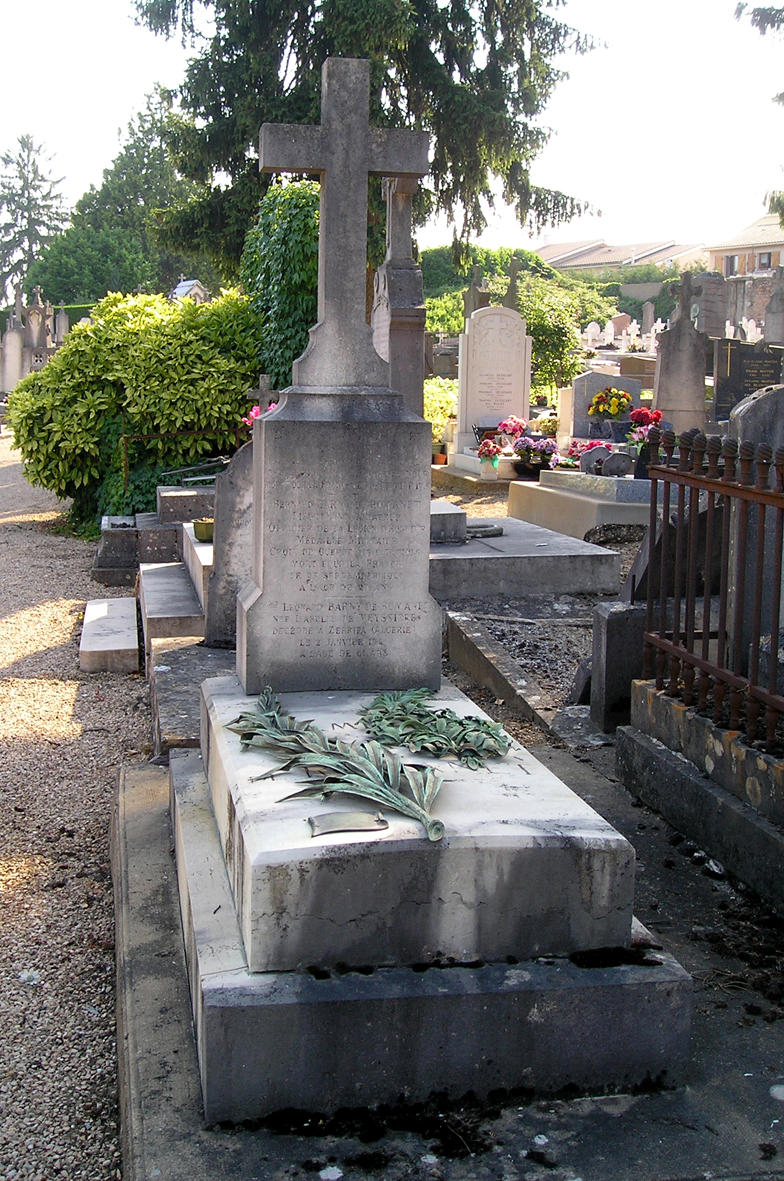
La tombe de Bernard de Romanet, visible au cimetière Saint Brice de Mâcon.

C’est à Étampes-Villesauvage (Essonne), alors qu’il s’entraînait en vue de la Coupe Deutsch de la Meurthe, que Bernard Barny de Romanet se tue le 23 septembre 1921, l’entoilage de son avion, à savoir un appareil modifié de 300 chevaux passé de biplan à monoplan pour être plus rapide, s’étant arraché en vol, provoquant sa chute de quelque 100 mètres d'altitude. Il était âgé de vingt-sept ans.
Les circonstances de ce tragique accident ont été rapportées en ces termes par Jacques Mortane, journaliste spécialiste de
l’aviation : « Bernard de Romanet venait de quitter le sol dans une atmosphère parfaitement calme. Le temps était splendide. Tous
les autres pilotes étaient présents sur le terrain et vérifiaient leur appareil en vue d’effectuer à leur tour des essais préliminaires pour la coupe Deutsch. Ils cessèrent cet examen pour suivre l’envol. L’avion venait de franchir la route d’Étampes à Villesauvage et se trouvait à environ 60 mètres de la piste, dans la direction de Mondésir, lorsqu’il amorça un léger virage. Cette manœuvre était-elle volontaire ou non ? Romanet voulait sans doute gagner la piste dont il s’était légèrement écarté, et commencer un tour complet du circuit officiel. Toujours est-il qu’à ce moment, ceux qui suivaient l’appareil dans sa course virent un lambeau de toile flotter à l’une des ailes. La vitesse du vol aidant, la déchirure s’agrandit aussitôt, entraînant l’inévitable catastrophe, et l’avion déséquilibré s’écrasa en-dehors du terrain, tombant dans un champ comme un aérolite, son moteur tournant à plein régime jusqu’à quelques mètres du sol. Enfermé dans sa carlingue, Bernard de Romanet fut retrouvé atrocement broyé par toutes les pièces qui l’entouraient. Sa montre-bracelet s’était arrêtée à 7 h 22... »
Bernard Barny de Romanet repose à Mâcon, au cimetière Saint Brice.

## Décorations
- Croix de guerre 1914–1918
- Médaille militaire (1917)
- Chevalier de la Légion d'honneur (1918)

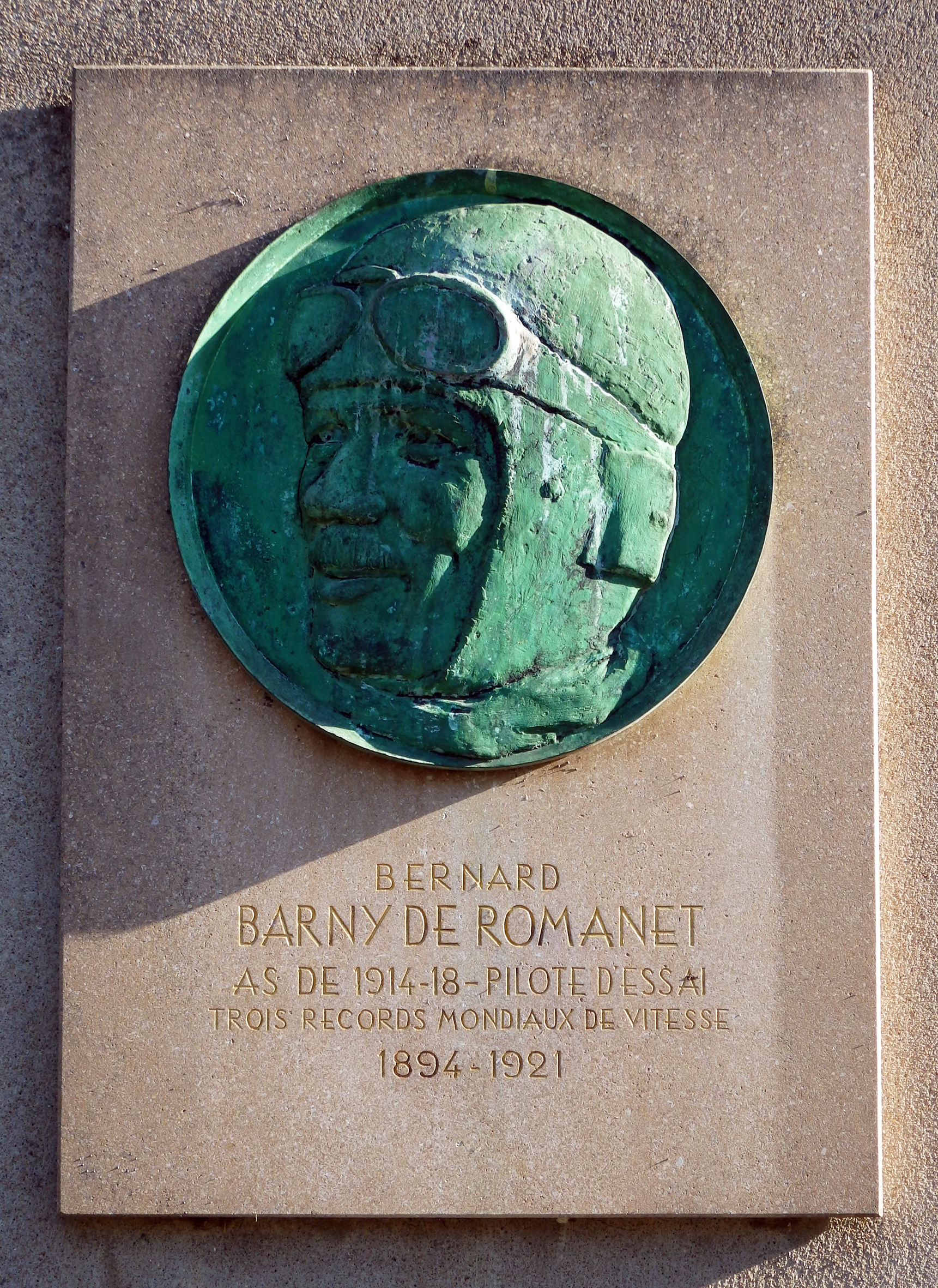
Le bas-relief sculpté à la mémoire de l'as Bernard Barny de Romanet, visible à Mâcon.

Bernard Barny de Romanet avait été fait chevalier de la Légion d'honneur par arrêté du ministre de la guerre en date du 12 octobre 1918. Voici sa citation :

« Officier d'élite, qui a reçu la notification dans la cavalerie au début de la guerre par des reconnaissances "bold", puis dans l'aviation d'observation, et finalement dans l'aviation de poursuite où ses qualités brillantes en tant que pilote, sa fraîcheur, et ses audacieux dans le combat sont toujours cités comme exemples. Il inspire ses patrouilles attaquer les avions ennemis très supérieurs en nombre les mettant au vol et le flamboyant d'entre eux. En outre, récemment il a avalé successivement deux avions allemands, rapportant en conséquence ses 16e et 17e victoires. Médaille militaire pour des exploits de guerre. Six citations. »

Il avait également été décoré de la médaille militaire, le 23 mai 1917 : 

« Pilote d'élite, aussi brillant dans l'aviation de poursuite qu'il l'était dans la reconnaissance. A, lors de nombreux combats, et toutes les circonstances, fournit des preuves des qualités militaires les plus élevées. Le 3 mai 1917, il a attaqué, au-dessus de leurs lignes, deux scouts ennemis et a abattu l'un d'entre eux. Déjà cité trois fois dans les ordres. »

Il portait la croix de guerre avec treize citations.

## Souvenir

### Le Bourget

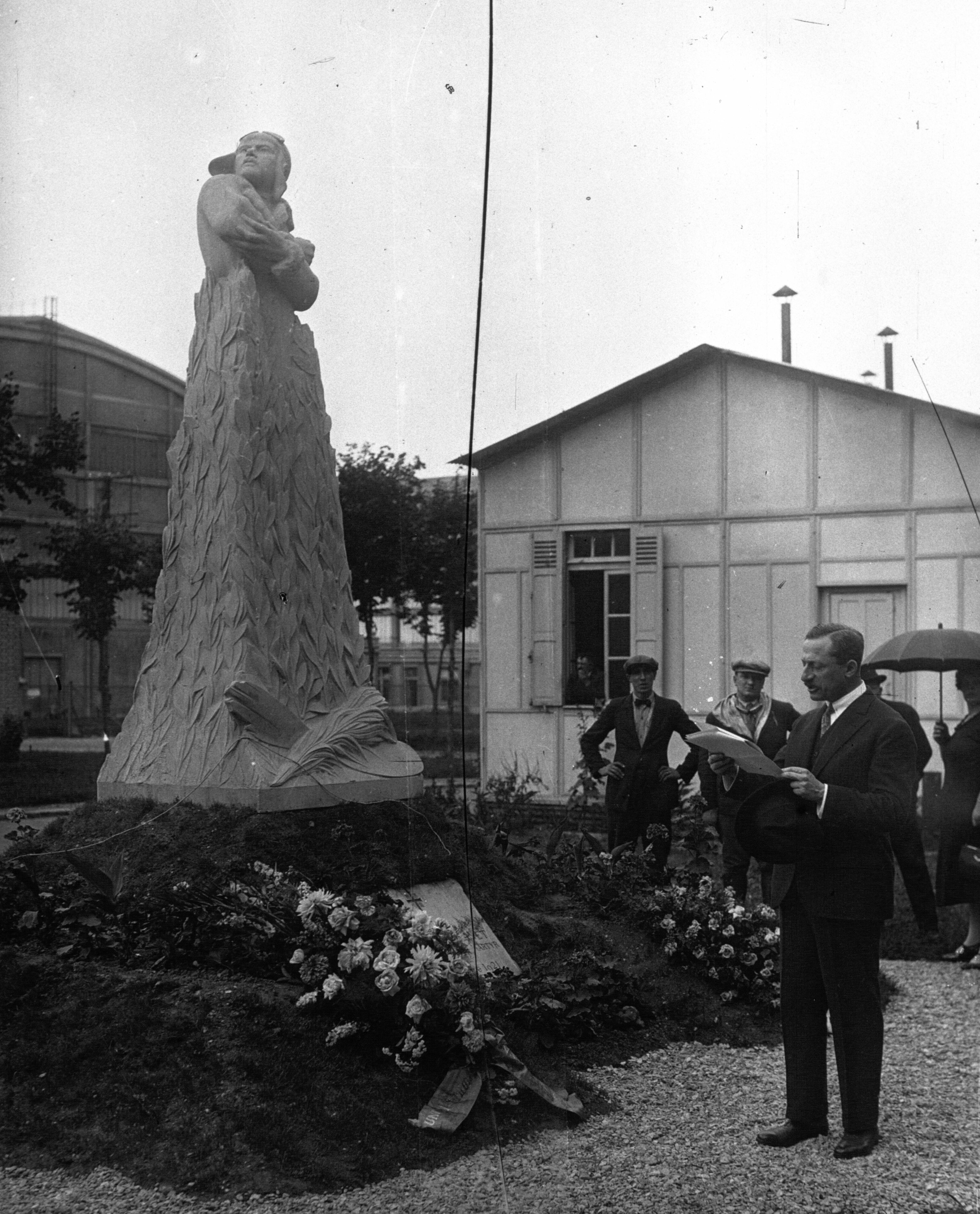
Inauguration du monument de Romanet au Bourget par le ministre de l'Aéronautique Maurice Bokanowski (1927).

Le 19 juillet 1927, en présence du ministre de l’Aéronautique Maurice Bokanowski et du général Antonin Brocard, un monument a été inauguré aux abords de l’aérogare du Bourget à la mémoire de l’aviateur, représenté par le sculpteur Maxime Real del Sarte. Ce monument, au pied duquel se trouvait une plaque gravée de l’inscription « À Bernard Barny de Romanet, héroïque apôtre et martyr de l’air, 23 septembre 1921 », fut détruit lors d’un bombardement en 1940. Un nouveau monument a été inauguré en 1982.

### Mâcon
Mâcon, où l'as repose, conserve le souvenir de l’aviateur par l'intermédiaire d’une plaque avec médaillon qui a été dévoilée rue Bernard de Romanet en 1982, en lien avec l’association nationale « Les Vieilles Tiges ». En 1943, le nom de l’as avait été donné à l’une des rues de la ville, en réponse à une suggestion faite à la municipalité de Mâcon par l’érudit Gabriel Jeanton.

### Saint-Maurice-de-Satonnay
Le 12 novembre 2022, au cours d'une cérémonie organisée en présence de représentants de l'escadrille SPA 167 et de membres de la famille de Romanet, une plaque à la mémoire de l'aviateur, enfant du village, surmontée d'un bas-relief en pierre spécialement gravé à son portait, a été dévoilée face à la mairie de Saint-Maurice-de-Satonnay, à l'initiative de la municipalité : « Dans ce village est né le 28/01/1894 Bernard Henri Marie Léonard Barny de Romanet, pilote de chasse, as de la guerre 1914/1918, premier commandant de la SPA 167. Trois fois recordman du monde de vitesse. Décédé dans un accident aérien le 23/09/1921. »